# Клейн, Виктор Георгиевич
Клейн (Кляйн), Виктор Георгиевич (29 октября 1909 — 11 октября 1975) — немецкий советский писатель, поэт и драматург.

## Биография
Виктор Клейн родился в селе Варенбург (ныне Ровенский район Саратовской области) 29 октября 1909 года. Воспитывался в детском доме. Образование получил в Марксштдатском педтехникуме (1930) и Немецком пединституте в Энгельсе (1937). Работал учителем, а затем преподавал немецкий язык и литературу в пединституте. В 1941 году был депортирован в Сибирь. Там он был рабочим на лесозаготовках и на заводе, затем стал преподавать в Канском геологическом техникуме. В 1959 году стал доцентом Новосибирского педагогического института.
Первое произведение Клейна было опубликовано в 1924 году. Он активно печатался в немецких газетах «Rote Jugend» и «Nachrichten». Участвовал в сборе фольклора немцев Поволжья. Активную писательскую деятельность начал в 1960-е годы. Его перу принадлежат повести «Всегда в борозде», «Веха жизни», романы «Завоёванная земля», «Сыны крестьянские», «Смена, вперёд!», поэмы «Штеппенбауэр», «Разговор с внуком», «Взгляд из окна». Также он является автором многих рассказов, стихов, очерков, эссе. Клейн внёс большой вклад в написание учебников по немецкому языку и литературе; публиковал немецкий фольклор.
Международным союзом немецкой культуры (Москва) в 2011 году учреждён грант в области педагогики им. Виктора Клейна.
Похоронен на Заельцовском кладбище (квартал 28нт).